# Laophonte adamsiae
Laophonte adamsiae is een eenoogkreeftjessoort uit de familie van de Laophontidae. De wetenschappelijke naam van de soort is voor het eerst geldig gepubliceerd in 1966 door Raibaut.